# KIM-10
O KIM-10 foi um automóvel de segmento C do fabricante soviético Moskovski Avtomobilny Savod imeni KIM (em russo:  Московский автомобильный завод имени КИМ), que foi produzido em série de 1940 a 1941. Foi a tentativa da União Soviética de criar um veículo semelhante ao KdF-Wagen para as grandes massas da população. Os desenvolvedores basearam-se em grande parte no Ford Prefect de 1938. No entanto, devido à Segunda Guerra Mundial, apenas 500 exemplares do automóvel de passeio foram produzidos.

## História

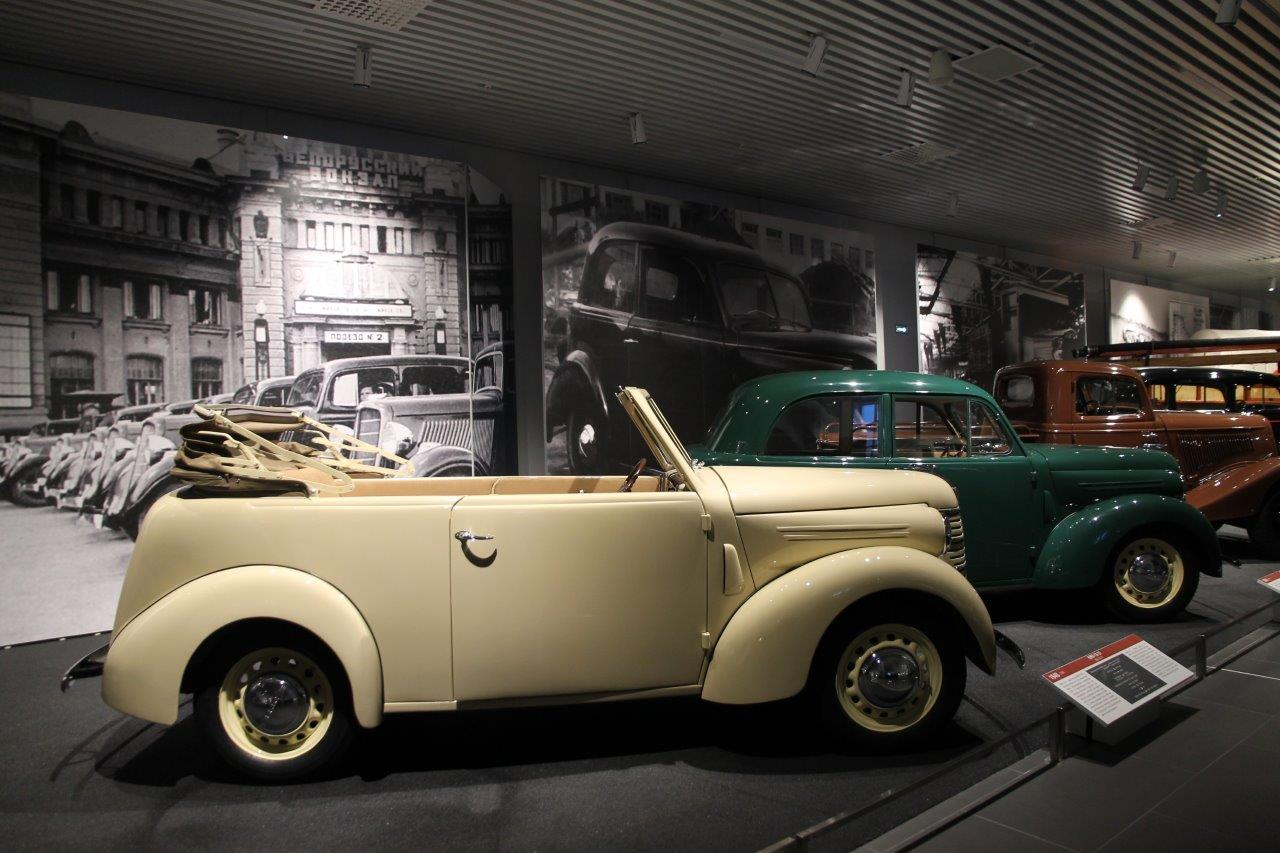
Fáeton KIM-10-51 (frente) ao lado de um KIM-10-50 em um museu russo (2019)

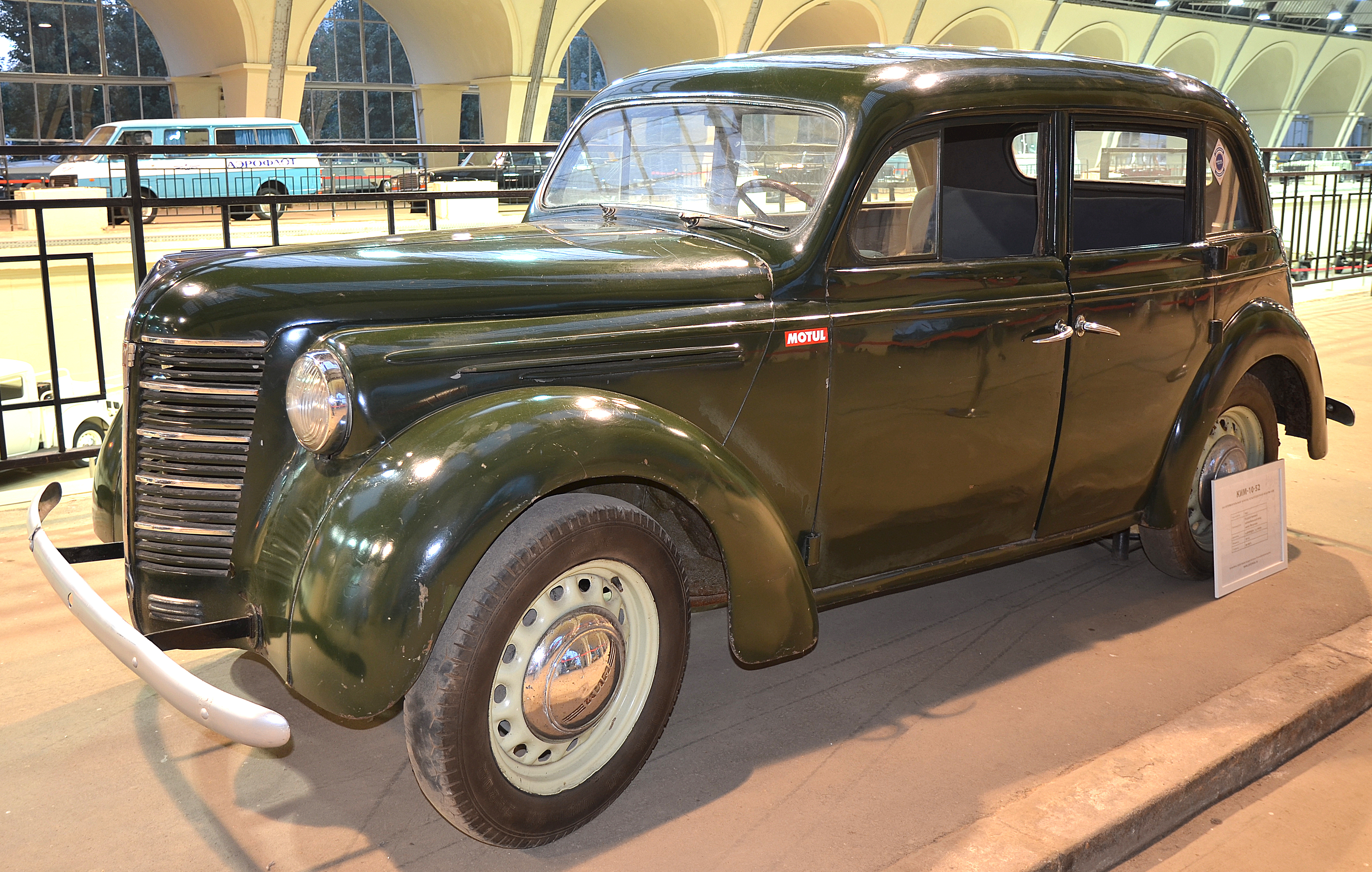
A versão de quatro portas KIM-10-52 já apresentava maiores semelhanças externas com o sucessor Moskvitch 400 (fotografado em 2014)

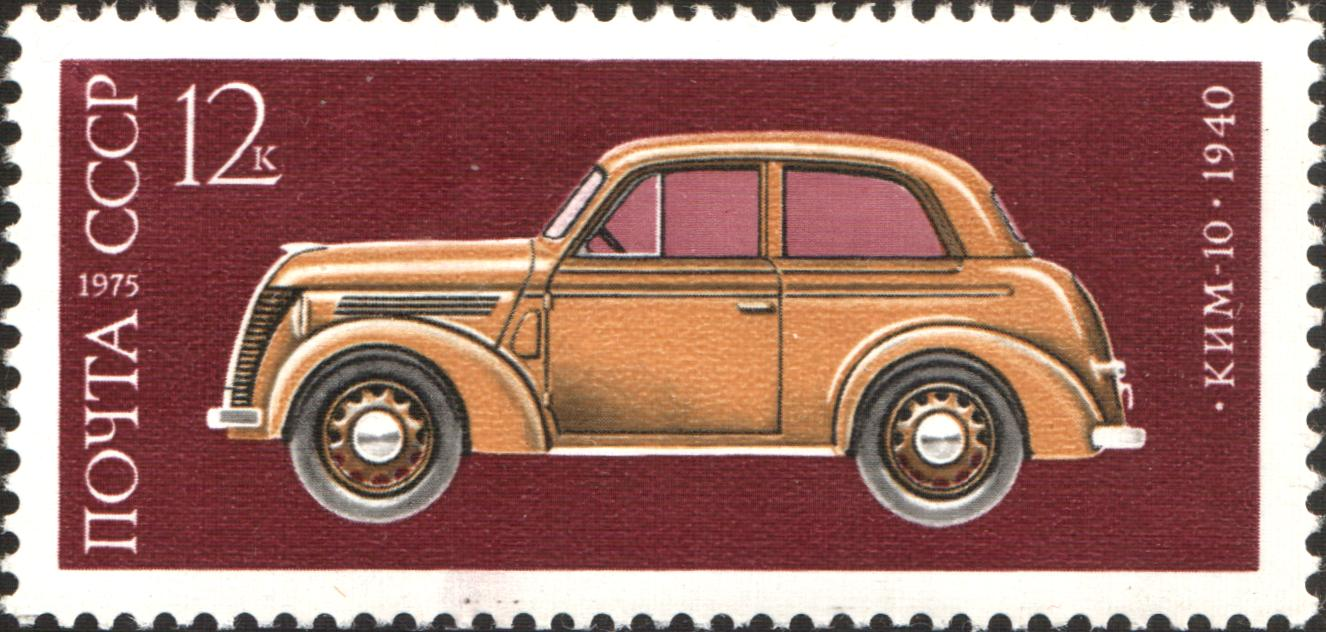
Selo postal soviético de 1975 com um KIM-10

Em meados da década de 1930, não existiam automóveis de fabricação soviética que fossem acessíveis ao público em geral. Os automóveis de passeio comuns GAZ-M1 e ZIS-101 pertenciam respectivamente às classes média e alta e eram correspondentemente caros. Um GAZ-M1 custava cerca de 9.000 rublos soviéticos e, em 1940, um trabalhador ganhava em média 340 rublos por mês.
Para manter os custos de produção baixos, os designers inicialmente quiseram basear-se num veículo alemão e, se possível, adquirir uma licença correspondente. O modelo era o KdF-Wagen, vendido por 990 Reichsmarks (que equivalia a cerca de 2.100 rublos soviéticos). No entanto, Josef Stalin rejeitou o projeto com um motor traseiro refrigerado a ar. O instituto de construção de veículos NATI, em conjunto com a Gorkovsky Avtomobilny Zavod (GAZ), procurou outra solução. Alguns veículos foram adquiridos na Grã-Bretanha, incluindo a última geração do Austin 7 e o Ford Prefect de 1938. Este último acabou se tornando o modelo para o novo design soviético.
A produção foi planejada em grande escala. Como a fábrica da GAZ estava ocupada produzindo seus próprios modelos, sua fábrica de montagem em Moscou, a Moskovsky Avtosborochny Zavod imeni KIM, foi escolhida para produzir o automóvel. A fábrica deveria produzir 50.000 automóveis por ano. Para este efeito, a fábrica foi convertida e renomeada de fábrica de montagem de automóveis para fábrica de automóveis (a partir de 1939 Moskovski Avtomobilny Savod imeni KIM). Três versões do veículo foram planejadas:
- KIM-10-50 – Sedã de 2 portas
- KIM-10-51 – Fáeton de 2 portas
- KIM-10-52 – Sedã de 4 portas

O primeiro protótipo do KIM-10 foi concluído em 25 de abril de 1940. A produção em série começou conforme planejado em 1941, mas teve que ser interrompida após apenas dois meses devido à eclosão da Guerra Germano-Soviética. Desta forma, foram criados apenas 500 exemplares de todas as versões, que se esgotaram completamente em pouco tempo. Toda a fábrica foi desmontada em Moscou em outubro de 1941 e reconstruída atrás dos Urais. A partir de então, a empresa produziu suprimentos de guerra para o Exército Vermelho. Somente em 1946 a produção de automóveis de passeio recomeçou na fábrica de Moscou com o Moskvitch 400.
Devido ao pequeno número de unidades, o veículo é raro hoje em dia, apenas quatro exemplares são conhecidos. Em 1975, o serviço postal soviético dedicou um selo ao KIM-10.